# Neue Gesellschaft für Literatur
Die Neue Gesellschaft für Literatur e. V. Berlin (NGL) wurde 1973 von Ingeborg Drewitz und anderen Autoren gegründet und war Berlins größter Autorenverein.

## Geschichte

### Gründungsansätze
Auf Anregung des Verbandes deutscher Schriftstellerinnen und Schriftsteller (VS) und unter Federführung der Mitbegründerin des Verbandes und seinerzeit stellvertretenden Vorsitzenden Ingeborg Drewitz wurde 1973 die Neue Gesellschaft für Literatur (NGL) als eingetragener Verein in West-Berlin gegründet und ab 1990/91 ihr Wirkungskreis auf ganz Berlin ausgedehnt. Nicht zuletzt ökonomische Zwänge hatten zur Gründung der NGL geführt: nachdem der VS Teil einer Gewerkschaft geworden war, fiel die Möglichkeit der direkten Förderung von Aktivitäten und Veranstaltungen mit Lesungen durch die Berliner Senatsverwaltung für Kulturelle Angelegenheiten weg, weil diese Behörde per se keine Fördergelder an eine Gewerkschaft zahlen kann.
Ein neuer Ansatz der NGL bei ihrer Gründung war „sowohl die Zusammensetzung, d. h. außer Autoren auch andere Berufs- und Gesellschaftsgruppen aufzunehmen, als auch der Rahmen, in dem dies geschehen konnte, nämlich die Arbeits- und Projektgruppen.“ Auf der Gründungsversammlung beantwortete Hannes Schwenger, „ein Autor, der neben Ingeborg Drewitz u. a. die Gründung der NGL maßgeblich vorangetrieben hat“, die Frage, inwieweit der neue Verein politisch sein müsse oder sein dürfe, damit, dass „es bei der NGL in erster Linie um das Prinzip der Demokratisierung und um das Finden neuer Interessengruppen gehe.“
Dieser demokratische Anspruch sollte auch „in seiner gesamten inneren Struktur zum Ausdruck“ gebracht werden. So wurden in einem breiten, demokratischen Verfahren die Vorstandsmitglieder gewählt: je drei Vertreter aus den Reihen der NGL und des VS sowie je ein Vertreter aus den Arbeits- bzw. Projektgruppen. Auf diese Weise kam es zu einer mindestens elfköpfigen Vorstandsgruppe, die ihrerseits die Aufgabe hatte, aus ihren drei Gruppen je einen Vertreter zu bestimmen, so dass „sich der ‚eigentliche‘ Vorstand, das sogenannte geschäftsführende Präsidium also, aus drei Personen zusammensetzte“. Dieses Präsidium hatte im Wesentlichen die Aufgabe, den Verein nach außen zu vertreten, sich für die Abrechnung der staatlichen Zuwendungen verantwortlich zu erklären sowie sich darum zu bemühen, die Vorschläge und Initiativen aus der gesamten Vorstandsgruppe voranzutreiben. Wie „von vielen Seiten bestätigt“, blieb jedoch in den ersten Jahren die Entscheidung über das, was umgesetzt werden sollte oder nicht, vorwiegend an Ingeborg Drewitz und Dieter Straub hängen. Dies lag vor allem auch darin begründet, dass der Senat für Kulturelle Angelegenheiten erst 1979 eine feste Halbtagsstelle mit 20 Wochenstunden für ein geschäftsführendes Sekretariat bewilligte, was erst 1985 bzw. 1991 auf 30 bzw. 40 Wochenstunden erhöht wurde; parallel dazu bekam die NGL erst ab 1984 ein nennenswertes Büro zur Verfügung gestellt.

### Angebote
Die NGL bot Autorinnen und Autoren und anderen kulturellen Institutionen in Berlin und nach der Wende auch in Brandenburg in unterschiedlicher Form Unterstützung an. So veranstaltete sie Lesungen, Diskussionsrunden, Ausstellungen, Kolloquien und Festivals wie die von Horst-Dieter Klock als Projekt gegründeten und von 1990 bis 1999 geleiteten Berliner Märchentage, das Internationale Berliner Comicfestival, die Lesershow (Berliner Festival junger Autoren) und die Werkstatt für junge Autoren.
Darüber hinaus gab sie auch mehrere Anthologien und Almanache mit Beiträgen ihrer Mitglieder und in anderen Zusammenhängen heraus. Zudem begründete sie mit Hannes Schwenger als Initiator und ehrenamtlichen Verlagsleiter 1979 die Edition Mariannenpresse für ihre eigenen Herausgaben sowie als Projektförderung von Schriftstellern und Künstlern (später auch unter Mitwirkung anderer Träger) zur Verwirklichung von u. a. Büchern, Mappen und Textplakaten nach deren Vorstellungen. Ferner war die NGL in Kooperation mit der Arbeitsgemeinschaft kleiner Verlage in der Berliner Verleger- und Buchhändlervereinigung Träger der Berliner Buchausstellung „exlibris“ sowie Mitbegründer des Deutsch-Polnischen Poetendampfers.

### Auflösung der NGL
Die letzten Meldungen zur NGL finden sich für den 29. Juni 2003 zum 30-jährigen Bestehen des Vereins, seinerzeit zählte er noch „mehr als 400 Mitglieder“, Mitte der 1990er sogar nahezu 700 Mitglieder. Über Wayback Machine ist die Homepage der NGL vom 30. Juli 2004 unter www.ngl-berlin.de letztmals aktualisiert abrufbar.
Laut Dietger Pforte erfolgte 2004 die Auflösung der NGL, da der Verein innerhalb des nach der Wende völlig neu strukturierten literarischen Lebens in Berlin keine Wirkungsmöglichkeiten mehr gesehen hat.
Die von der NGL 1990 initiierten Berliner Märchentage wurden ab 2004 von dem ebenfalls in Berlin ansässigen Verein Märchenland e. V. übernommen und weitergeführt. Gründerinnen des Vereins sind die frühere Berliner-Märchentage-NGL-Projektleiterin Silke Fischer und die frühere NGL-Geschäftsführerin Monika Panse, die seither als Direktorin bzw. Geschäftsführerin für den Verein tätig sind.
Die Mitglieder der Prosawerkstatt der NGL beschlossen, nach der Auflösung der NGL ihre Tätigkeit als Literaturwerkstatt fortzusetzen. Sie gründeten hierfür und um die Traditionen der NGL fortzusetzen die Gesellschaft für neue Literatur (GNL). Leiter der Prosawerkstatt der NGL seit 1999 und Gründungsvorsitzender der GNL ist Klaus Berndl.

## Organisation

### Präsidien bzw. Vorstände
Siehe dem Abschnitt Gründungsansätze schwankte die Anzahl der Personen im Vorstand bzw. im Präsidium über die bis 1995 angezeigten Jahre. Die bis Juni 1980 aufgeführten Delegierten, aus denen wiederum dann das geschäftsführende Präsidium gewählt wurde, werden hier nur einmal exemplarisch für die Jahre 1973 bis 1976 aufgelistet. Ab 1980 werden in der Quelle nur noch drei bis fünf Vorstandsmitglieder mit einem „1. Vorsitzenden“ benannt – zuweilen in hoher Schlagzahl bzw. kurzen Zeitabständen. Nach 1995 konnten bislang lediglich über Wayback Machine die einstige Homepage unter www.ngl-berlin.de für den 30. September 2000 bis 30. Juni 2004 abgerufen und daraus die weiteren, vermutlich letzten Vorstandsmitglieder entnommen werden.
Erstes Präsidium der Gründungsmitglieder:
- 27. April bis 29. Oktober 1973: Wolfgang Paul, Heinz Steinberg, Robert Wolfgang Schnell

Nach erster ordentlicher Mitgliederversammlung (MV) in den Vorstand gewählte Delegierte siehe Klammerangaben:
- ab 29. Oktober 1973:
  - MV: Manfred Busche, Horst Eifler, Klaus Peter Herbach
  - VS: Ingeborg Drewitz, Marianne Eichholz, Robert Wolfgang Schnell
  - AGs/Projektgruppen: Dieter Straub (Lyrik), Eberhard Alexander-Burgh (Kinderbuch), Wolfgang Paul (Internationales Buch), Hartmut Frech (Autorenausbildung), Manfred Deger (Kulturpolitik)

Hieraus hervorgegangenes geschäftsführendes Präsidium:
- 19. Dezember 1973 bis 30. November 1976: Manfred Busche, Ingeborg Drewitz, Dieter Straub

Hierauf folgende geschäftsführende Präsidien jeweils ab:
- 30. November 1976: Ingeborg Drewitz, Elmar Engels, Hans Häußler
- 19. Dezember 1978: Ingeborg Drewitz, Elmar Engels, Dieter Straub
- 17. Dezember 1979: Ingeborg Drewitz, Elmar Engels, Gisela Kraft

Hierauf folgende Vorstände jeweils ab:
- 9. Juni 1980: Gisela Kraft (1. Vorsitzende), Tilmann Lehnert, Gerda Szepansky
- 10. Dezember 1982: Anna Jonas (1. Vorsitzende und Delegierte des VS), Christiane Binder-Gasper, Rolf Dürr
- 12. Dezember 1983: Ulrich Goerdten (1. Vorsitzender), Nepomuk Ullmann, Paul Schuster  (VS)
- 18. Dezember 1984: Ulrich Goerdten (1. Vorsitzender), Sabine Techel, Olav Münzberg (VS)
- 24. September 1985: Olav Münzberg (1. Vorsitzender und Delegierter des VS), Sabine Techel, Peter Stephan
- 1. Dezember 1986: Olav Münzberg (1. Vorsitzender und Delegierter des VS), Claudio Lange, Merve Lowien
- 23. Februar 1987: Olav Münzberg (1. Vorsitzender und Delegierter des VS), Claudio Lange, Merve Lowien, Josef Peter Budek, Hans Häußler
- 14. Oktober 1987: Olav Münzberg (1. Vorsitzender und Delegierter des VS), Claudio Lange, Merve Lowien, Erika Stöppler, Rajvinder Singh
- 1. November 1988: Hans Häußler (Kommissarischer 1. Vorsitzender), Claudio Lange, Merve Lowien, Rajvinder Singh
- 9. März 1989: Olav Münzberg (1. Vorsitzender und Delegierter des VS), Rajvinder Singh, Ursula Lehmer, Elsbeth de Roos, Wolfgang Fehse
- 14. Dezember 1989: Olav Münzberg (Kommissarischer 1. Vorsitzender), Ursula Lehmer, Elsbeth de Roos
- 15. Januar 1990:  Ursula Lehmer (1. Vorsitzende), Elsbeth de Roos, Annegret Gollin, Hans Häußler, Olav Münzberg
- 8. April 1991: Hans Häußler (Kommissarischer Vorsitzender), Olaf G. Klein (Bestätigung der Kooptierung), Maja Wiens
- 3. Februar 1992: Annegret Gollin (1. Vorsitzende), Hans Häußler, Olav Münzberg, Angelika Skoda, Henryk Bereska
- 1. Februar 1993: Jüm Hinrich Volkmann (1. Vorsitzender), Ingeborg Görler, Hans Häußler, Detlev Kurzweg, Olav Münzberg
- 27. September 1993 bis?: Bernd Erich Wöhrle (1. Vorsitzender), Ingeborg Görler, Hans Häußler, Olav Münzberg
- 21. März 1995 bis?: Dorothee Neserke (Zuwahl)

Nachweislich der einstigen Homepage unter www.ngl-berlin.de vom 30. September 2000 und 30. Juni 2004 vermutlich letzte Vorstandsmitglieder:
- 1996 bis 1999: Rolf Dürr (Vorstandsvorsitzender)[9]
- 2000 bis 2004: Henry Kersting (Vorstandsvorsitzender), Kathrin Külow (1. Stellvertreterin), Rolf Dürr (2. Stellvertreter)[9][10]

### Geschäftsstelle
Nachfolgend genannte Personen führten die Geschäftsstelle des NGL ehrenamtlich ab:
- 1973: Adalbert Norden
- 1974: Gabriele Fuchs
- 1975: Beate Becker
- 1976: abwechselnd Beate Becker und Gabriele Dörwald
- 1977: abwechselnd Gabriele Dörwald, Barbara Höpner und Ingrid Höpfner
- 1978: Ingrid Höpfner

Nachfolgend genannte Personen führten die Geschäftsstelle des NGL mit 20 Wochenstunden (BAT V) ab:
- 1979: Mechthild Wilhelmi
- 1982: Wilhelm Steffens
- 1983: Bernd Schmidt (1982 und 1983 leitete er auch das Berliner Bücherforum „ex libris“)
- 1984: Ernest Wichner

Nachfolgend genannte Personen führten die Geschäftsstelle des NGL mit 30 Wochenstunden (BAT V) ab:
- 1985: Rosemarie Still
- 1987: Josef Budek

Nachfolgend genannte Person führte die Geschäftsstelle des NGL mit 40 Wochenstunden (BAT V, ab Jan. 1991 BAT IV) ab:
- 1990: Hedi Schulitz

Nachfolgend genannte Personen führten die Geschäftsstelle des NGL mit 40 Wochenstunden (BAT IV) ab:
- 1992: Anna Tüne
- 1993: Isolde Arnold
- ab Sept. 1994 bis?: Barbara Fischer

Nachweislich der einstigen Homepage unter www.ngl-berlin.de vom 30. September 2000 und 30. Juni 2004 vermutlich letzte Mitarbeiter der Geschäftsstelle:
- ab 1998 bis Juni 2004(?): Mareike Röper (Geschäftsführerin: Programmleitung), Monika Panse (Geschäftsführerin: Finanzen, Personal; seit 2004 (Stand: September 2019) Geschäftsführerin des Vereins Märchenland e. V.[12])[13][14]
- ab 1998 bis max. 2002: Kerstin Faude (Leiterin der NGL-Hörspielwerkstatt), Dietrich Fobbe (Projektleiter des NGL-Jugendliteratur-Netzwerks NEW VOICES)[13][15]
- ab 1. Januar 2000 bis 2004: Silke Fischer (NGL-Projektleiterin der Berliner Märchentage, anschließend Übernahme des Projekts in den von ihr und Monika Panse 2004 gegründeten Verein Märchenland e. V.,[12] dessen Direktorin sie bis heute ist (Stand: September 2019))[13][14]

### Weitere Mitglieder (soweit bekannt)
- Wilfried M. Bonsack (1951–2012)
- Mitch Cohen (* 1952), im Vorstand von 1995–1998
- Elfriede Czurda (* 1946)
- Ute Erb (* 1940), auch als Delegierte in der NGL
- Horst-Dieter Klock (1935–2011), NGL-Projektleiter und Gründer der Berliner Märchentage
- Michael Speier (* 1950)
- Ginka Steinwachs (* 1942), auch als Delegierte in der NGL
- Heidi von Plato (* 1954)
- Irena Vrkljan (1930–2021)
- Gisela Zies (* 1939)

## Herausgaben (laut DNB)
Die hier gelisteten Buchtitel sind den Angaben der Deutschen Nationalbibliothek entnommen. Es gab darüber hinaus vermutlich noch mehrere Buchveröffentlichungen, die nicht in der DNB gelistet sind.

### Belletristik
Nachfolgend Herausgaben in anderen Verlagen:
- Lyrik non stop – Gedichte in Berlin. Lesungen 1974 u. 1975. NGL-Jahresgabe 1. Einhorn-Presse Buch 10. Einhorn-Presse, Berlin 1975.
- Isolde Arnold (Red.): Schreiben wie wir leben wollen – ein Almanach. NGL, Berlin 1981. ISBN 3-922510-07-8.
- Hans Ulrich Hirschfelder (Red.): Berlin-Zulage – Gedichte aus d. Provinz. Anthologie d. Arbeitsgruppe Lyrik in d. Neuen Ges. für Literatur e. V., Berlin 1982
- Hedi Schulitz (Hrsg.): Aufenthalt – Collagen einer Stadt. Das Arabische Buch, Berlin 1988.
- Olav Münzberg, Bernd Erich Wöhrle (Hrsg.): Literatur vor Ort – eine literarisch-dokumentarische Anthologie über die Neue Gesellschaft für Literatur Berlin. Argon Verlag, Berlin 1995 ISBN 978-3-87024-328-9.
- Olav Münzberg: Brüche und Übergänge – Gedichte und Prosa aus 23 Ländern. Zus. mit Werkstatt der Kulturen in Berlin. Jovis, Berlin 1997. ISBN 3-931321-01-0.
- Hedi Schulitz (Hrsg. u. Red.), Andrej Jendrusch (Red.): Der Wunschbrunnen – Märchenbuch Berliner Kinder. Mit einem Vor- und Nachwort von Nina Korn und Horst-Dieter Klock. Edition Dodo, Berlin 1999. ISBN 3-934351-02-6.

### Zu Veranstaltungen
- Erster Kongress Europäischer Schriftstellerorganisationen – Berlin-West. Kongresshalle, 11. – 13. Februar 1977. Sonderheft 1977. Verlag Europäische Ideen, Berlin 1977
- Barüske, Heinz (Hrsg.): Land aus dem Meer – zur Kultur Islands und der Färöer Inseln. Eine Veranstaltung der Neuen Gesellschaft für Literatur e. V. (NGL) Berlin vom 8. – 12. Juli 1980 in der Staatsbibliothek/Preußischer Kulturbesitz. Emil Thomsen, Tórshavn 1980.
- Ekhard Haack (Hrsg. u. Red.): Materialien über Berlin als Literaturstadt. Dieses Brevier erschien zum Berliner Bücherforum - Ex Libris '83 - in d. Akad. d. Künste, vom 28.10. - 6.11.1983. NGL, Berlin 1983. ISBN 3-922510-08-6.